# Le Cas Jack Spark
Le Cas Jack Spark est une série de romans de fantasy français de Victor Dixen. Le premier tome, Été mutant a gagné le grand prix de l'Imaginaire au festival Étonnants Voyageurs 2010 dans la catégorie du meilleur roman pour la jeunesse.

## Romans
1. Été mutant
2. Automne traqué
3. Hiver nucléaire
4. Printemps humain